# Selestrammer
En selestrammer er en sikkerhedsanordning i en bil eller andet køretøj.
Den samarbejder med airbagsystemet, og dens formål er ved en kollision at stramme sikkerhedsselen helt ind til kroppen for at mindske faren for, at den fastspændte person glider ud under sikkerhedsselen. Dette foregår ved at styreenheden, alene eller sammen med airbagsystemet, udløser en pyroteknisk sprængladning, som ved hjælp af et gastryk ruller nogle styrekugler ned. På deres vej ned påvirker styrekuglerne et tandhjul, som trækker sikkerhedsselen ca. 15 cm tilbage og strammer den helt ind til kroppen. Hele denne proces foregår indenfor 10-15 millisekunder.
Der er forskel på, hvor mange af sikkerhedsselerne som er forsynet med selestrammer. Som minimum er det sikkerhedsselerne ved forsædet, men i nogle bilmodeller er det også sikkerhedsselerne ved bagsædet.
Ligesom airbagen kan selestrammeren kun udløses én gang. I mange biler markeres en udløst selestrammer ved en gul eller rød laske på selespændet.